# Kunstverlag
Ein Kunstverlag ist ein spezielles Unternehmen im Verlagswesen. Es beschäftigt sich sowohl mit der Herstellung als auch mit der Verbreitung von Grafiken wie Kunstblättern, Bilderbogen, Postern, Post- und Ansichtskarten, Bildkalendern, oder Kupfer- und Stahlstichen, Radierungen, Holzschnitten, Lithographien, Öldruck- oder Ölfarbendrucken, Fotografien und Lichtdrucken, Heliogravüren, Farbendrucken und anderen bildhaften Vervielfältigungen. Diese Veröffentlichungen können sowohl als Einzelblätter oder in Sammelwerken verlegt werden.
Ab dem Ende des 18. Jahrhunderts bezeichneten sich Kunstverlage oftmals als „Kunst-Anstalt“ oder „Artistische Anstalt“. Diese waren mitunter auch mit Druckereien verbunden. Kunstverlage sind häufig in Kombination mit Kunstbuchverlagen anzutreffen.
Das Deutsche Wörterbuch der Gebrüder Grimm von 1873 bezeichnete den Kunstverlag als „Verlag des Kunsthändlers.“
Der Kunstverlag als Sonderform des Kunsthandels unterliegt speziellen gesetzlichen Schutzbestimmungen, insbesondere zum Urheberrecht.